# Farrukh Sayfiev
Farrukh Sayfiyev, né le 17 janvier 1991 à Samarcande en Ouzbékistan, est un footballeur professionnel ouzbek jouant au poste d'arrière gauche pour Neftchi Fergana et l'équipe nationale d'Ouzbékistan .

## Carrière
Le 5 janvier 2025, il signe un contrat avec le club de Neftchi Ferghana, membre de la Super Ligue d'Ouzbékistan .

### International
Sayfiev fait ses débuts dans l'équipe principale d'Ouzbékistan le 20 août 2014 lors d'un match amical contre l'Azerbaïdjan.
| Équipe nationale d'Ouzbékistan | Équipe nationale d'Ouzbékistan | Équipe nationale d'Ouzbékistan |
| Année                          | Titularisations                | But                            |
| ------------------------------ | ------------------------------ | ------------------------------ |
| 2014                           | 9                              | 0                              |
| 2015                           | 4                              | 0                              |
| 2016                           | 0                              | 0                              |
| 2017                           | 1                              | 0                              |
| 2018                           | 1                              | 0                              |
| 2019                           | 10                             | 0                              |
| 2020                           | 2                              | 0                              |
| 2021                           | 5                              | 0                              |
| 2022                           | 8                              | 1                              |
| 2023                           | 2                              | 0                              |
| Total                          | 42                             | 1                              |

Statistiques exactes au match joué le 20 juin 2023.

### Objectifs internationaux
Les scores et les résultats indiquent en premier le nombre de buts de l'Ouzbékistan.
| Non. | Date        | Lieu                                  | Adversaire | Score | Résultat | Concours                                          |
| ---- | ----------- | ------------------------------------- | ---------- | ----- | -------- | ------------------------------------------------- |
| 1.   | 8 juin 2022 | Stade Markaziy, Namangan, Ouzbékistan | Sri Lanka  | 2 –0  | 3–0      | Qualifications pour la Coupe d'Asie de l'AFC 2023 |

## Palmarès
| Pakhtakor Tachkent (10) |
| --- |
| - Champion d'Ouzbékistan (6) : - Vainqueur en 2018, 2019 ,2020 ,2021 ,2022 et 2023 - Coupe d'Ouzbékistan(2) : - Vainqueur en 2019 et 2020 - Supercoupe d'Ouzbékistan (2) : - Vainqueur en 2021 et 2022 |